# Tildia rabbaiae
Tildia rabbaiae is een vlinder uit de familie van de Nymphalidae. De wetenschappelijke naam van de soort is voor het eerst voorgesteld als Acraea rabbaiae door Christopher Ward in een publicatie uit 1873.

## Verspreiding
De soort komt voor in Oost-Kenia, Oost-Tanzania, Zuid-Malawi, Zuid-Mozambique, Oost-Zimbabwe, Zuid-Afrika en Eswatini.

## Waardplanten
De rups leeft op soorten van de passiebloemfamilie (Passifloraceae) waaronder Adenia cissampeloides (Planch. ex Hook.) Harms en Basananthe zanzibarica (Mast.) W.J. de Wilde.

## Ondersoorten
- Tildia rabbaiae rabbaiae (Ward, 1855) (Oost-Kenia, Oost-Tanzania)
  - = Acraea rabbaiae rabbaiae Ward, 1855
  - = Acraea mombasae Grose-Smith, 1889
- Tildia rabbaiae perlucida (Henning & Henning, 1996) (Zuid-Malawi, Zuid-Mozambique, Oost-Zimbabwe, Zuid-Afrika, Eswatini)
  - = Acraea rabbaiae perlucida Henning & Henning, 1996